# Jarmila Panevová
Jarmila Panevová (* 8. dubna 1938, Praha) je česká jazykovědkyně, zabývající se obecnou a počítačovou lingvistikou, bohemistikou, slavistikou, syntaxí, sémantikou a korpusovou lingvistikou. Působí v Ústavu formální a aplikované lingvistiky na Matematicko-fyzikální fakultě Univerzity Karlovy, jehož byla mezi lety 1990 a 2007 zástupkyní ředitele.
V letech 1956–1961 vystudovala češtinu a ruštinu na Filozofické fakultě Univerzity Karlovy, v roce 1967 získala titul PhDr., v roce 1969 CsC., v roce 1989 DrSc., docentkou se stala v roce 1992 a profesuru získala v roce 1995. Mezi lety 1990 a 1999 byla předsedkyní Jazykovědného sdružení ČR.
Podílela se na tvorbě Pražského závislostního korpusu.

## Publikace
- (Spolu s Benešovou a Sgallem) Čas a modalita v češtině, 1971
- Formy a funkce ve výstavbě české věty, 1980
- (Spolu se Sgallem a Hajičovou) The Meaning of the Sentence in Its Semantic and Pragmatic Aspects, 1986
- P. Sgall a kolektiv: Úvod do syntaxe a sémantiky, 1986 (autorka 6. kapitoly)
- (Spolu s Hajičovou a Sgallem) Úvod do teoretické a komputační lingvistiky, I. svazek Teoretická lingvistika, 2002
- (Spolu se Sgallem) Jak psát a jak nepsat česky, 2004